# Антон Кожухаров
Антон Петров Кожухаров е български офицер, щабскапитан в руската армия, и първият българин загинал в Освободителната война 1877 – 1878 г. 

## Биография
Антон Петров (Петрович) Кожухаров е роден на 17 януари 1845 г. в село Соточино (сега в състава на с. Гаврил Геново).
След Кримската война 1853 г. заминава за Русия. Завършва Одеското пехотно юнкерско училище с отличен успех и повишен в чин щабскапитан. Командвал 1-ва рота от 54-ти Мински пехотен полк, командван от генерал-лейтенант Виталий Молски в прочутата 14-а пехотна дивизия на генерал Драгомиров. В 1876 участва като доброволец в Сръбско-турската война.
Загива на 15 юни 1877 г край Свищов при преминаването на река Дунав, след като понтонът му е надупчен от турски обстрел.
Паметник на Антон Кожухаров е издигнат в Парка на Освободителите в Свищов.